# Kthanid
Kthanid är en fiktiv gudalik varelse skapad av Brian Lumley.
Kthanid är en uråldrig gud (Elder God), eller en yttre gud (Outer God) beroende på vilka källor man läser, i Cthulhu-mytologin. Varelsen är bror till den stora äldre (Great Old One) Cthulhu och vistas i en kristallgruva i Elysia.
I Brian Lumleys böcker om Titus Crow figurerar Kthanid.